# Pycnogonum (Nulloviger) africanum
Pycnogonum (Nulloviger) africanum is een zeespin uit de familie Pycnogonidae. De soort behoort tot het geslacht Pycnogonum. Pycnogonum (Nulloviger) africanum werd in 1938 voor het eerst wetenschappelijk beschreven door Calman. 